# Старчаново (Познанський повіт)
Старчаново (пол. Starczanowo) — село в Польщі, у гміні Мурована Ґосліна Познанського повіту Великопольського воєводства.
Населення — 47 осіб (2011).
У 1975-1998 роках село належало до Познанського воєводства.

## Демографія
Демографічна структура станом на 31 березня 2011 року:
|          | Загалом | Допрацездатний вік | Працездатний вік | Постпрацездатний вік |
| -------- | ------- | ------------------ | ---------------- | -------------------- |
| Чоловіки | 28      | 4                  | 22               | 2                    |
| Жінки    | 19      | 2                  | 13               | 4                    |
| Разом    | 47      | 6                  | 35               | 6                    |